# V594 Андромеды
V594 Андромеды (лат. V594 Andromedae) — одиночная переменная звезда в созвездии Андромеды на расстоянии (вычисленном из значения параллакса) приблизительно 10814 световых лет (около 3316 парсеков) от Солнца. Видимая звёздная величина звезды — от +12,75m до +12,45m.

## Характеристики
V594 Андромеды — красная пульсирующая полуправильная переменная звезда (SR:) спектрального класса M. Эффективная температура — около 3288 K.